# Mihajlo Olekszijovics Tisko
Mihajlo Olekszijovics Tisko (ukránul: Михайло Олексійович Тишко, oroszul: Михаил Алексеевич Тишко, Mihail Alekszejevics Tyisko) (Harkiv, 1959. január 15. –) szovjet színekben világbajnok, olimpiai bronzérmes ukrán párbajtőrvívó.